# Maju de Araújo
Maria Júlia de Araújo Dias, mais conhecida como Maju de Araújo (Rio de Janeiro, 20 de junho de 2002), é uma modelo, influenciadora digital e ativista brasileira na luta pela inclusão social de pessoas com síndrome de Down.

## Biografia
Maria Júlia de Araújo Dias, ou Maju de Araújo, é filha da empresária Adriana de Araújo e do analista de sistemas Orlando Pereira Dias, tendo como irmãs Ana Luísa de Araújo Dias e Larissa de Araújo Dias. Desde a infância, já se interessava pelo universo da moda e dos desfiles. Aos 16 anos, através do Projeto Passarela do Grupo MGT, foi considerada a nova descoberta como modelo e começou a estudar e a se profissionalizar na área. Entrou no curso School Models, onde lapidou seu talento natural. Maju se formou profissionalmente em novembro de 2019. Hoje, é conhecida como a primeira modelo com síndrome de Down a desfilar nas passarelas da Brasil Fashion Week. A modelo lançou uma campanha chamada: “Inclusão não é moda, inclusão é cidadania”.

## Carreira
Começou sua carreira no Projeto Passarela do Grupo MGT e sua carreira foi aberta na passarela da Brasil Eco Fashion Week. Foi rosto oficial da terceira edição da Osasco Fashion Week. Além disso, Maju é recordista mundial de desfiles em uma única edição de uma Fashion Week: desfilou mais de quarenta vezes na terceira edição da Osasco Fashion Week.
Maju tornou-se a primeira embaixadora com síndrome de Down da marca internacional L’Óreal. A contratação pela marca foi um grande salto em sua carreira e assim que anunciou a notícia em seus perfis nas redes sociais muitas revistas e jornais começaram a lançar matérias.  Em Setembro de 2021, Maju foi convidada para desfilar em sua primeira passarela internacional pela Milão Fashion Week. Maju foi a primeira modelo brasileira com síndrome de Down a representar seu país em uma semana de moda internacional. Em Dezembro Maju assinou sua primeira coleção de joias com a marca Ahmi. O anúncio do lançamento atraiu novamente muitas revistas e jornais como por exemplo a Vogue e a Forbes. No dia 31 de Dezembro de 2021 Maju foi destaque da Forbes Under30  sendo capa da edição de 2021.

## Vida pessoal
Atualmente, Maju mora no Rio de Janeiro e serve como representante da causa da inclusão, da acessibilidade e do respeito para muitas pessoas pelo Brasil. Em seu tempo livre, gosta de dançar, estudar, praticar esportes e produzir vídeos dando dicas de make e de looks.

## Na televisão
Maju de Araújo já apareceu na Rede Globo, no programa Esporte Espetacular, quando foi surpreendida ao conhecer seu jogador preferido do Flamengo: Diego Ribas. Já esteve também na Band concedendo uma entrevista. Concedeu entrevista ao canal Rio TV Debate e também ao SBT Mulher. 